# Fidan Doğan
Fidan Doğan (Elbistan, 17 gennaio 1982 – Parigi, 9 gennaio 2013) è stata una politica e attivista curda, esponente del Centro d'informazione del Kurdistan a Parigi, rappresentante in Francia del Congresso Nazionale Curdo con sede a Bruxelles e membro del Partito dei Lavoratori del Kurdistan (PKK). Fu assassinata a Parigi nel gennaio 2013, con uno stile da esecuzione, con altre due attiviste turche, Sakîne Cansiz e Leyla Söylemez, nel Centro d'informazione curda.

## Biografia
Fidan Doğan nacque il 17 gennaio 1984 nel distretto di Elbistan, provincia di Marash nel Kurdistan turco. Quando era molto giovane, la sua famiglia si trasferì in Francia, prima a Lione, poi a Strasburgo. Dal 1999 iniziò a impegnarsi attivamente per la causa curda, partecipando alle attività delle organizzazioni giovanili curde e delle associazioni femminili, dove era conosciuta con il nome in codice "Rojbîn".
Nel 2002 fu assegnata alle attività diplomatiche del movimento. È così che diventò rappresentante del Congresso nazionale del Kurdistan (KNK), struttura con sede a Bruxelles e responsabile del Centro informazioni sul Kurdistan a Parigi, un ufficio considerato “un ramo non ufficiale” del Partito dei Lavoratori del Kurdistan (PKK) da France Info. Nel 2012 fu portavoce di uno sciopero della fame che chiedeva la liberazione del detenuto Abdullah Öcalan, il fondatore del PKK.

### Assassinio
Fidan Doğan fu assassinata a Parigi, nel Centro informazioni del Kurdistan, 147 rue la Fayette, nel 10º arrondissement, la notte tra il 9 e il 10 gennaio 2013, contemporaneamente ad altre due attiviste curde, Sakine Cansiz e Leyla Söylemez. Il 17 gennaio a Diyarbakır decine di migliaia di curdi ricordarono le tre donne con una cerimonia.
Fidan Doğan fu sepolta nel villaggio della sua famiglia nel distretto di Elbistan, in Turchia. Al funerale parteciparono circa 5.000 persone. La bara era avvolta nella bandiera del PKK mentre le persone in lutto indossavano sciarpe bianche a simboleggiare la pace. Tra le persone in lutto c'erano la co-presidente del Partito della Pace e della Democrazia Gülten Kışanak, i deputati Nursel Aydoğan, Ayla Akat Ata, Hasip Kaplan e il sindaco di Diyarbakır Osman Baydemir. Parlando al funerale, si dice che Kışanak abbia dichiarato: “Promettiamo a tutte le donne curde e a queste tre donne: porteremo la pace e la libertà in questa terra”.

### Le indagini

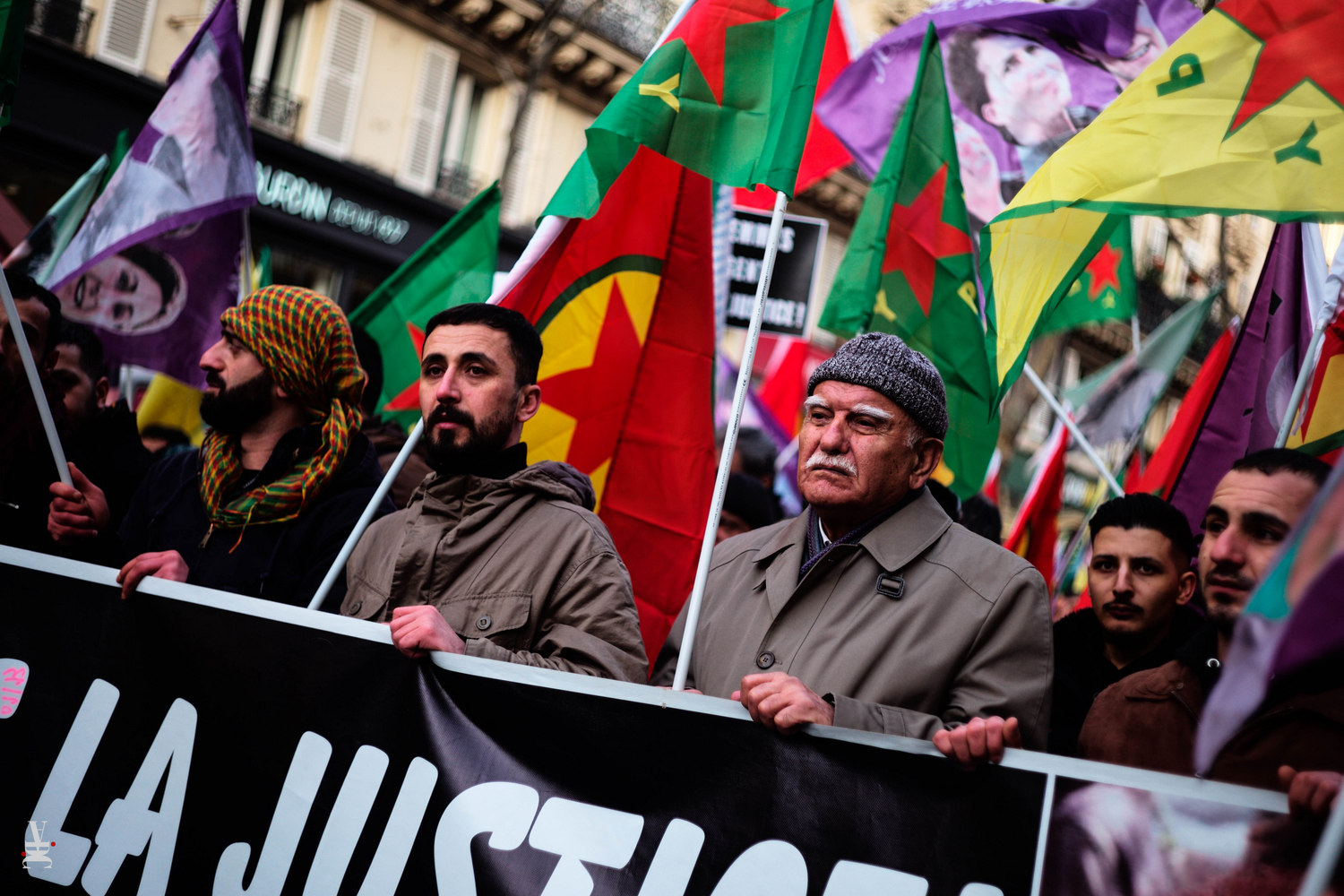
Manifestazione a Parigi l'11 gennaio 2019 per ricordare l'uccisione delle tre attiviste.

Secondo la giustizia francese, i responsabili del triplice omicidio avrebbero potuto essere i servizi segreti turchi, il Millî İstihbarat Teşkilatı (MİT).
Il presunto assassino, Omer Güney, era un turco di 34 anni, che aveva lavorato come addetto alla manutenzione all'Aeroporto di Parigi Charles de Gaulle. Soprattutto era l'autista e il tuttofare delle tre vittime. Nel corso delle indagini gli esperti lo definirono un “familiare” e un “professionista”. Da un rapporto della TFI risulta che dopo l'assassinio di Güney fu una delle prime persone a precipitarsi davanti all'edificio.
Pochi mesi dopo questi omicidi, la registrazione audio di una conversazione tra Ömer Güney e gli agenti dei servizi segreti turchi (MIT), insieme ad alcuni appunti, furono pubblicati in forma anonima online. Si è scoperto che il cellulare di Omer Güney conteneva foto di centinaia di attivisti curdi.
Il giudice istruttore antiterrorismo Jeanne Duyé fu incaricato delle indagini. Nel settembre 2013, il computer del magistrato fu rubato dalla sua abitazione durante un misterioso furto con scasso. Allo stesso modo venne sventato un piano di fuga di Omer Güney che, incarcerato dal 21 gennaio 2013 nei pressi di Parigi, avrebbe progettato di fuggire «con l'aiuto di un membro del MIT». Il magistrato, al di là del possibile coinvolgimento dei servizi segreti turchi, non riuscì a dimostrare chi fossero i mandanti dell'assassinio, né se avessero agito "con l'approvazione della loro gerarchia", né se lo avessero fatto "all'insaputa dei loro servizio per screditarlo o danneggiare il processo di pace” avviato all’epoca tra Ankara e il PKK. Inoltre, le autorità turche si rifiutarono di rispondere alle richieste della giustizia francese.
Il 13 dicembre 2016, Ömer Güney fu portato d'urgenza dal centro penitenziario di Fresnes all'ospedale Salpêtrière. Da tempo affetto da cancro al cervello, fu infettato dal morbo del legionario. Morì di polmonite il 17 dicembre, cinque settimane prima dell'inizio del processo.
Eyyup Doru, rappresentante in Europa del filo-curdo Partito Democratico dei Popoli (HDP), dichiarò che l'obiettivo principale dell'assassinio era Fidan Doğan e che attraverso di lei era stata presa di mira anche la Francia. Secondo lui, infatti, quello che i mandanti dell'assassinio avrebbero voluto colpire era innanzitutto la buona intesa tra questa attivista e le autorità francesi. La giovane donna, “molto intelligente, secondo l'avvocato Sylvie Boitel, e che possedeva, cosa estremamente rara, i codici di tre culture: turca, curda e francese”, avrebbe, secondo una delle sue amiche, “incontrato il presidente François Hollande almeno tre volte mentre era segretario del Partito Socialista ”e mantenne numerosi legami con le autorità politiche francesi. Inoltre, l'assassino ha completato il suo crimine sparando in bocca a Fidan Dogan". La dichiarazione di François Hollande di conoscere una delle tre donne assassinate a Parigi (cosa che provocò una forte reazione da parte del primo ministro turco Recep Tayyip Erdoğan), confermò che Doğan fosse anche in contatto regolare con il presidente francese.
I tributi dopo la sua morte rivelarono che la ragazza curda era ben nota negli ambienti politici. Il presidente del Parlamento europeo, Martin Schulz, volle ricevere la famiglia di Fidan Doğan per porgere di persona le sue condoglianze. Anche la relatrice per la Turchia dell'Assemblea parlamentare del Consiglio d'Europa, Josette Durrieu, le rese omaggio.